# Christoph Gareisen
Christoph Gareisen (* 2. Januar 1962 in Augsburg) ist ein deutscher Schauspieler.

## Leben

### Ausbildung und Theater
Christoph Gareisen wuchs in seiner Geburtsstadt Augsburg auf. Er absolvierte seine Schauspielausbildung von 1980 bis 1984 an der Otto-Falckenberg-Schule in München. Nach der Ausbildung spielte er am Stadttheater Heilbronn, am Theater Bielefeld und unter dem Intendant Dieter Dorn an den Münchner Kammerspielen. Danach war er mehrere Jahre am Wiener Burgtheater unter Claus Peymann engagiert. Später wechselte er nach Berlin und spielte an der Schaubühne am Lehniner Platz, wo er unter anderem mit dem Regisseur Thomas Ostermeier zusammenarbeitete.

### Film und Fernsehen
Sein Kameradebüt gab Gareisen 1991 in den Folgen Gefährlicher Weg durch die Nacht und Offener Fall der Krimiserie Derrick. Im selben Jahr stand er für die Krimiserie Der Alte vor der Kamera, in der er bis 2022 in insgesamt sieben Folgen verschiedene Gastrollen übernahm. 1993 verkörperte er unter Stephan Puchner in dessen Kurzfilm Der Sortierer die Titelrolle. Im Kino spielte er in Filmen wie Axel Sands Erkan & Stefan gegen die Mächte der Finsternis (2002) oder in Wolfgang Petersens Vier gegen die Bank (2016) in kleineren Nebenrollen. 2010 gab er im Rahmen der MDR-Sendereihe Geschichte Mitteldeutschlands die Rolle des Kinderbuchautors Max Kruse in der Dokumentation Käthe Kruse – Die Puppenmacherin und ihre große Liebe. 2015 übernahm er die Rolle des Otto Lilienthal in der ZDF-Kinderserie Terra MaX. Oliver Dommenget besetzte ihn 2016 im Fernsehzweiteiler Duell der Brüder – Die Geschichte von Adidas und Puma als Fußballspieler- und trainer Sepp Herberger.
Im Laufe seiner Karriere in Film und Fernsehen übernahm er in zahlreichen Fernsehserien- und reihen Gastrollen, u. a. in Tatort, Unter Verdacht, Polizeiruf 110, Die Rosenheim-Cops, Notruf Hafenkante, Rosa Roth, Um Himmels Willen und WaPo Bodensee.

### Privates
Christoph Gareisen lebte nach mehreren Jahren in Wien in Tovo di Sant’Agata am Lago Maggiore und danach auf einem stillgelegten Bauernhof im Münchener Umland. Mittlerweile wohnt er in Berlin. Er ist verheiratet und hat zwei Kinder, darunter der Schauspieler Rafael Gareisen (* 1994) und eine Tochter.

## Filmografie

### Kino
- 1993: Der Sortierer (Kurzfilm)
- 1999: Midsommar Stories
- 2002: Erkan & Stefan gegen die Mächte der Finsternis
- 2003: Gone
- 2016: Vier gegen die Bank
- 2017: Halt! Los!

### Fernsehen (Auswahl)
- 1991: Derrick (Fernsehserie, 2 Folgen)
- 1991–2022: Der Alte (Fernsehserie, verschiedene Rollen, 7 Folgen)
- 1995: Ihre Zeugin, Herr Abel
- 1998: Stan Becker (Fernsehserie, Folge City Town Blues)
- 1999: Tatort: Starkbier
- 1999: Rosenzweigs Freiheit
- 2000–2001: Sinan Toprak ist der Unbestechliche (Fernsehserie)
- 2000: Mädchenpensionat – Deine Schreie wird niemand hören
- 2001: Tatort: Zielscheibe
- 2002: Unter Verdacht: Verdecktes Spiel
- 2002: Erkan & Stefan gegen die Mächte der Finsternis
- 2003: Affäre zu dritt
- 2005: Polizeiruf 110: Der scharlachrote Engel
- 2005: Zwei am großen See – Die Eröffnung
- 2006: Inga Lindström: Die Frau am Leuchtturm
- 2009: SOKO Wien (Fernsehserie, Folge Blindspuren)
- 2010–2013: Die Rosenheim-Cops (Fernsehserie, verschiedene Rollen, 2 Folgen)
- 2010: Rosa Roth – Bin ich tot?
- 2011: Ausgerechnet Sex!
- 2011: Niemand ist eine Insel
- 2011: Tatort: Mauerpark
- 2011: Zur Sache Marie
- 2012: Notruf Hafenkante (Fernsehserie, Folge Das Testament )
- 2015: Blochin – Die Lebenden und die Toten (TV-Miniserie)
- 2015: Terra MaX (Fernsehserie, Folge Der Traum vom Fliegen)
- 2016: Duell der Brüder – Die Geschichte von Adidas und Puma
- 2018: Magda macht das schon! (Fernsehserie, Folge Karate-Conny)
- 2018: Heldt (Fernsehserie, Folge Dinner mit Verbrechen)
- 2018: Alles was zählt (Fernsehserie, 9 Folgen)
- 2018: Krügers Odyssee
- 2019: Um Himmels Willen (Fernsehserie, Folge Wunderheiler)
- 2019: Jenny – echt gerecht (Fernsehserie, Folge Das Wellness-Wochenende)
- 2022: WaPo Bodensee (Fernsehserie, Folge Speed)
- 2023: SOKO Köln (Fernsehserie, Folge Metaller)

### Synchronrollen
- 1999: Ein Hauch von Sonnenschein: Stimme von James Frain (Rolle: Gustav Sonnenschein)

## Theater (Auswahl)
- Friedrich Schiller: Kabale und Liebe als Ferdinand
- Georg Büchner: Dantons Tod als Danton
- William Shakespeare: Romeo und Julia als Benvolio
- William Shakespeare: Titus Andronicus als Kaiser Saturninus
- Rainer Werner Fassbinder: Katzlmacher als Jorgos
- William Shakespeare: Verlorene Liebesmüh als Biron
- Morton Rhue: Die Welle als Ben Ross